# Styrax confusus
Styrax confusus là một loài thực vật có hoa trong họ Bồ đề. Loài này được Hemsl. miêu tả khoa học đầu tiên năm 1906.